# Keenan Kampa
Keenan Kampa (née le 3 février 1989) est une danseuse de ballet classique, et actrice américaine.

## La carrière de danse
Keenan Kampa a commencé à danser à l'âge de quatre ans. Elle a étudié au Ballet du Conservatoire à Reston. Elle a grandi près de Reston, en Virginie de 2003 à 2004, elle a fait partie du programme de danse intensive d'été au Ballet de Boston.
En 2005 et 2006, elle participe au programme de danse intensive d'été de l'American Ballet Theatre.
Elle a participé au concours national de ballet pour les jeunes en 2006 et a remporté une médaille d'or.
En 2007, quand elle avait dix-huit ans, elle a été invitée à étudier à l'Académie de Ballet Vaganova de Saint-Pétersbourg, en Russie, la première Américaine à être admise à l'académie. Après trois ans, elle a obtenu son diplôme à la tête de sa classe et avec un diplôme russe. Elle a accepté un contrat avec le Boston Ballet après deux saisons, elle a été invitée à danser avec le Théâtre Mariinsky, devenant la première Américaine dans l'histoire à le faire,. Elle est retournée aux États-Unis en 2014 pour une chirurgie de la hanche. 

## Vie personnelle
Ses parents sont Joseph et Kathleen Kampa, ils vivent a Oak Hill, en Virginie.

## Filmographie
- 2013 : Le Lac des cygnes 3D en Direct depuis le Théâtre Mariinsky
- 2015 : Jérôme Lejeune - au moins de ces mes frères et sœurs (documentaire)
- 2016 : The Jimmy Star Show avec Ron Russell (TV Série)
- 2016 : Free Dance [7],[8],[9]